# Dermatonotus muelleri
Dermatonotus muelleri, (Boettger, 1885), è l'unica specie di rana appartenente al genere Dermatonotus della sottofamiglia Gastrophryninae della famiglia Microhylidae.

## Distribuzione e habitat
Le rane di questa specie si trovano in Argentina, Brasile, Bolivia e Paraguay.